# خير أباد (مقاطعة فهرج)
خير أباد (بالإنجليزية: Kheyrabad, Fahraj)‏ هي مستوطنة تقع في ناحية نغين كوير في إيران. يقدر عدد سكانها بـ 28 نسمة .